# Mordon Malitoli
Mordon Malitoli (Mufulira, 5 agosto 1968) è un ex calciatore zambiano.

## Palmarès

### Club
- Campionato di calcio dello Zambia: 7

Nkana: 1985, 1986, 1988, 1989, 1990, 1992, 1993
- Coppa dello Zambia: 5

Nkana: 1986, 1989, 1991, 1992, 1993
- Zambian Challenge Cup: 8

Nkana: 1992, 1993